# Iker Álvarez
Pour les articles homonymes, voir Álvarez.
Iker Álvarez, né le 25 juillet 2001 à Andorre-la-Vieille, est un footballeur international andorran qui évolue au poste de gardien de but au Córdoba CF.

## Biographie

### Carrière en club
Né à Andorre-la-Vieille, la capitale andorranne, Iker Álvarez est le fils de l'international andorran Koldo Álvarez, qui deviendra également son sélectionneur en équipe nationale,,.
Iker est formé dans son pays natal, entre le Inter Club d'Escaldes et le FC Andorra — où il passe de milieu de terrain à gardien de but — avant d'arriver en Espagne, où il intègre les équipes du Villarreal CF,,.
Il va s'imposer à partir de 2021 avec le Villarreal CF B, équipe réserve à la trajectoire ascendante, de la troisième à la deuxième division espagnole, où il finit par porter le brassard de capitaine,,.
Ayant déjà fait ses débuts en équipe première lors de matchs amicaux,, il apparaît une première fois pour l'équipe première de Villarreal le 18 mars 2021, lors du match retour des 16es de finale de Ligue Europa à domicile contre le Dynamo Kiev. Présent dans le groupe comme troisième gardien lors de ce parcours européen, il est ainsi titré après la victoire finale contre Manchester United avec les hommes d'Unai Emery.
Álvarez figure ensuite à de nombreuses reprises sur la feuille de match de l'équipe de Liga, restant toutefois la plupart du temps troisième gardien, derrière des noms comme les internationaux Pepe Reina, Gerónimo Rulli et Sergio Asenjo ou encore les grandes promesses du poste Filip Jørgensen et Luiz Júnior,,,.
Malgré ce cantonnement à la deuxième division espagnole, ses performances lui valent notamment en 2024 d'être considéré comme l'Andorran évoluant au plus haut niveau de toute sa sélection.

### Carrière en sélection
Déjà international andorran jusqu'à l'équipe espoirs, Álvarez est convoqué pour la première fois avec l'équipe senior d'Andorre en septembre 2020.
Il honore sa première sélection le 28 mars 2021, lors d'un match de qualification pour la Coupe du monde 2022 contre la Pologne, à Varsovie.

## Palmarès
Villarreal CF
- Ligue Europa
  - Vainqueur en 2021